# ونسا بل کالووی
ونِسا بل کالووِی (انگلیسی: Vanessa Bell Calloway؛ زادهٔ ۲۰ مارس ۱۹۵۷) یک هنرپیشه و هنرمند رقص اهل ایالات متحده آمریکا است. وی از سال ۱۹۸۴ میلادی تاکنون مشغول فعالیت بوده‌است.

## بخشی از فیلمشناسی
از فیلم‌ها یا برنامه‌های تلویزیونی که وی در آن نقش داشته‌است می‌توان به آثار زیر اشاره کرد.
- سفر به آمریکا (۱۹۸۸)
- چه ربطی به عشق دارد؟ (فیلم) (۱۹۹۳)
- جزر و مد سرخ (۱۹۹۵)
- روشنی روز (۱۹۹۶)
- برادران (فیلم ۲۰۰۱) (۲۰۰۱)
- دوجینش ارزان‌تر است (۲۰۰۳)
- لیک‌ویو تراس (۲۰۰۸)
- کشیده شده در بتن (۲۰۱۸)
- شکست‌ناپذیر: مسیر رستگاری (فیلم ۲۰۱۴) (۲۰۱۸)
- هریت (فیلم) (۲۰۱۹)
- سفر به آمریکا ۲ (۲۰۲۱)
- روزهای زندگی ما (۱۹۸۵)
- بی‌شرم (۲۰۱۵–۲۰۱۱)
- سی‌اس‌آی: میامی (۲۰۰۴)
- سی‌اس‌آی (۲۰۰۹)
- پرونده سرد (۲۰۰۹)
- دکستر (۲۰۱۰)
- بی‌شرم (مجموعه تلویزیونی آمریکایی) (۲۰۱۱–۲۰۲۱)
- کسل (مجموعه تلویزیونی) (۲۰۱۳)
- ان‌سی‌آی‌اس (۲۰۱۴)
- آناتومی گری (مجموعه تلویزیونی) (۲۰۱۶)
- باورنکردنی (۲۰۱۹)